# Progressive (曲)
『progressive』（プログレッシブ）は、2009年10月28日にSME Recordsから発売された、Kalafinaの6枚目のシングル。前作に引き続き、タイアップなしの楽曲。

## 概要
kalafinaとしては、前作『storia』に続くシングルである。表題曲の「progressive」は、タイアップのない楽曲となっている。CDは、通常盤、初回生産限定盤(DVD付き)の2仕様で発売された。

## 収録曲
1. progressive [5:41]
作詞／作曲／編曲：梶浦由記
2. うつくしさ [4:50]
作詞／作曲／編曲：梶浦由記
3. progressive 〜Instrumental〜 [5:41]
作曲／編曲：梶浦由記
表題曲「progressive」のインストルメンタル。

## 初回生産限定盤
通常版と同時に初回生産限定盤（SECL-814〜SECL-815）が発売された。同梱のDVDには「progressive」のビデオクリップに加え、2009年5月19日にShibuya O-WESTで開催されたKalafinaのクローズドプレミアムライブのダイジェスト映像、テレビ番組『うたたね』の映像が収録されている。